# U–1234
Az U–1234 tengeralattjárót a német haditengerészet rendelte a hamburgi Deutsche Werft AG-től 1941. október 14-én. A hajót 1944. január 7-én vették hadrendbe. A németek egyik legpechesebb tengeralattjárója volt, ugyanis egy baleset miatt egyetlen járőrútra sem indulhatott.

## Pályafutása
Az U–1234 kizárólag tréningutakra futott ki pályafutása során. Első ilyen útján, 1944. május 14-én, Helmut Thurmann kapitány irányítása alatt Götenhafennél összeütközött az Anton nevű gőzmeghajtású vontatóval, és elsüllyedt. A búvárhajót kiemelték, megjavították, és 1944. október 17-én ismét szolgálatba állították. 1945. május 5-én a Hörup Haffnál legénysége elsüllyesztette.

## Kapitányok
| Név                  | Kezdőnap          | Zárónap         |
| -------------------- | ----------------- | --------------- |
| Helmut Thurmann      | 1944. április 19. | 1944. május 14. |
| Hans-Christian Wrede | 1944. október 17. | 1945. május 5.  |